# Тодор Јанковић
Тодор Јанковић (Трново, 7. март 1891 — Сарајево,4. фебруар 1936) био је српски сликар и ликовни педагог.

## Биографија
Тодор Јанковић је студирао на Академији у Загребу од 1925. до 1927. Од 1928. радио је као наставник цртања у средњој школи у Сарајеву. 

## Уметничко дело
Јанковић је у почетку своје уметничке каријере сликао алегорије (Рат и мир, Боли живота, Пут у вјечну таму), а после студија сликао је пејзаже, портрете и мртве природе.